# Víctor Rofino
Víctor Rofino Gordo (Madrid, 28 de julio de 2002) es un futbolista hispano-bisauguineano que juega como defensa en el União Leiria de la Segunda División de Portugal y en la selección de Guinea-Bisáu.

## Trayectoria
Nacido en Madrid, se unió a La Fábrica en 2018 procedente del C. D. Leganés. El 10 de agosto de 2021, tras finalizar su formación, salió cedido por una temporada al C. F. Intercity de la Segunda Federación, debutando el siguiente 5 de septiembre al partir como titular en un empate por 0-0 frente al C. D. Eldense, disputando otros diecisiete partidos esa temporada y logrando el ascenso a Primera Federación.
El 20 de agosto de 2022 se oficializó su fichaje por el Real Valladolid C. F. para jugar en su filial en la Segunda Federación. Jugó 19 partidos, en los que marcó un gol, y logró debutar con el primer equipo el 11 de agosto de 2023 al partir como titular en una victoria por 2-0 frente al Sporting de Gijón en la Segunda División.
El 31 de agosto de 2023 fue cedido por una temporada al Real Murcia C. F. para seguir competir en la Primera Federación. Tras esta cesión, el 30 de julio de 2024 fue traspasado por el equipo pucelano a la U. D. de Leiria de la Segunda División de Portugal.

## Selección nacional
En abril de 2018 fue convocado por la selección de fútbol sub-16 de España, aunque no logró debutar. El 1 de octubre de 2024 fue convocado por la selección absoluta de Guinea-Bisáu, a la que es elegible gracias al origen de su padre. Hizo su debut el 11 de octubre de 2024.

## Clubes
Actualizado al último partido disputado el 10 de noviembre de 2024.
| Club                           | País          | Año           | Partidos | Goles |
| ------------------------------ | ------------- | ------------- | -------- | ----- |
| Real Madrid Castilla C. F.     | España        | 2021-2022     | 0        | 0     |
| C. F. Intercity (cedido)       | España        | 2021-2022     | 18       | 0     |
| Real Valladolid C. F. Promesas | España        | 2022-2024     | 19       | 1     |
| Real Valladolid C. F.          | España        | 2023-2024     | 1        | 0     |
| Real Murcia (cedido)           | España        | 2023-2024     | 28       | 1     |
| União Leiria                   | Portugal      | 2024-act.     | 10       | 0     |
| Total carrera                  | Total carrera | Total carrera | 76       | 2     |